# 齊麟
齊鱗，一作齊麟，山西五台人。明朝進士、政治人物。

## 生平
洪武三年，庚戌科鄉試中舉。洪武十八年（1385年），齊鱗中式乙丑科二甲第二名進士。以文才升翰林院編修，后累遷禮部左侍郎。